# Jean Céa
Jean Céa, né le 8 février 1932 à De Malherbe (aujourd'hui Aghlal), alors en Algérie française, mort le 9 janvier 2024 à Nice, est un mathématicien français.
Issu d'une famille d'immigrants espagnols en Algérie, il apprend le français à l'école. Il étudie à l'École normale d'instituteurs d'Oran et par la suite en France à l'École normale supérieure de Saint-Cloud et y obtient son doctorat en 1964 avec la thèse Approximation variationnelle des problèmes aux limites. Dans sa thèse, Jean Céa prouve le lemme de Céa.
Il est professeur émérite à l'université Nice-Sophia-Antipolis et membre de l'Academia Europaea. En 1975, il reçoit le prix Poncelet.